# Ahmet Hromadžić
Ahmet Hromadžić (Bosanski Petrovac, 11. listopada 1923. – Sarajevo, 1. siječnja 2003.), bosanskohercegovački je novinar, urednik i književnik bošnjačkog podrijetla. 

## Životopis
Ahmet Hromadžić je rođen u Bjelaju pokraj Bosanskog Petrovca, gdje završava osnovnu školu. Tehničku i Višu pedagošku školu završava u Sarajevu. Učestvovao je u Drugom svjetskom ratu. Radio je kao novinar Sarajevskog dnevnika, a i kao urednik lista Krajina u Bihaću i kulturne rubrike sarajevskog lista Oslobođenje. Bio je glavni i odgovorni urednik omladinskog časopisa za književnost Zora gdje objavljuje svoje priče te veliki broj književnokritičkih i publicističkih tekstova, filmskih i kazališnih kritika. Jedno vrijeme bio je i glavni urednik u omladinskom izdavačkom poduzeću Narodna prosvjeta, kasnije nazvanom Veselin Masleša (danas Sarajevo Publishing). Kao urednik izdavačkog poduzeća Veselin Masleša osniva dječju ediciju Lastavica.
Pisao je pripovijetke i romane za djecu i odrasle, književne i teatarske kritike, književne reportaže, crtice i članke. Jedan je od rijetkih dječjih pisaca na južnoslavenskim prostorima koji je njegovao bajku kao književni rod. Djela su mu prevedena na mnoge svjetske jezike, uvrštene u izbore dječje literature i lektire nekih europskih zemalja (Italija, Norveška, Belgija). Zbog svog stila pisanja i prihvatljivosti djela kod čitalačke publike, a posebno djece, Ahmeta Hromadžića nazivaju "bosanski Andersen".
Djela Ahmeta Hromadžića sada su zastupljena u lektiri bošnjačkog jezika osnovnih škola. U djelima Ahmeta Hromadžića prožima se djetinjstvo provedeno u Bjelaju kod Bosanskog Petrovca, s prepoznatljivosti krajolika planine Osječenice, Bjelajske kule, te prirodnih ljepota i izazova divljine sa svim ljepotama i prirodnim nepogodama, kao i šarolikost životinjskog svijeta u netakutoj prirodi okoline Bosanskog Petrovca.
Bio je član Redakcije međunarodne edicije Djeca svijeta, AZUBiH i Društva pisaca Bosne i Hercegovine. Kao član Društva pisaca Bosne i Hercegovine, zajedno s Huseinom Tahmiščićem, Izetom Sarajlićem, Velimirom Miloševićem i Vladimirom Čerkezom, pokreće međunarodnu književnu manifestaciju Sarajevski dani poezije u organizaciji Društva pisaca Bosne i Hercegovine 1962. godine.
Ahmet Hromadžić je preminuo u Sarajevu, 1. siječnja 2003. godine. Godine 2007. godine osnovna škola u Bosanskom Petrovcu je dobila naziv OŠ Ahmet Hromadžić, a također je na obiteljsku kuću u Bosanskom Petrovcu u Ulici Pekiska postavljena spomen-ploča Ahmeta Hromadžića. U Bihaću se u okviru Županijske i sveučilišne knjige nalazi spomen-soba Ahmeta Hromadžića.

## Nagrade
- Nagrada Narodne omladine Jugoslavije (1948)
- Nagrada Društva pisaca Bosne i Hercegovine (1956. i 1966)
- Šestotravanjska nagrada Grada Sarajeva (1958)
- Nagrada Mladog pokoljenja (1971)
- Nagrada Zmajevih dječjih igara (1973)
- Nagrada Kurirček (1974)
- Dvadesetsedmosrpanjska nagrada SR BiH (1974)
- Nagrada ZAVNOBiH-a (1986)
- Orden rada sa zlatnim vijencem
- Orden Republike II. reda

## Djela
- Labudova poljana (Sarajevo, 1952)
- Patuljak iz Zaboravljene zemlje (Sarajevo, 1956)
- Patuljak vam priča (Sarajevo, 1957)
- Okamenjeni vukovi (Sarajevo, 1963)
- Dječji pisci o sebi ( I., II., III. ) (Sarajevo 1963)
- Bijeli cvijet (Sarajevo, 1965)
- Zlatorun (Sarajevo, 1966)
- ZelengorSarajevo, 1971)
- Bistri potoci (Sarajevo, 1971)
- Bijeli slavuj (Sarajevo, 1972)
- Dječak jaše konja (Sarajevo 1977)
- Ledena gora (Sarajevo 1977)
- Patuljak iz zaboravljene zemlje (Sarajevo, 1980)

## Vanjske povezice
- Ahmet Hromadžić